# Circonscription de La Trobe
La circonscription de La Trobe est une circonscription électorale australienne au Victoria. Elle est située dans la lointaine banlieue est/sud-est de Melbourne. Elle a été située plus près de la ville, mais par suite des redécoupages elle est allée plus au Sud-Est. Elle comprenait à l'origine de la banlieue de Croydon, Dandenong South (en), Ferntree Gully et Ringwood. En 2005, la circonscription était à peu près en forme de Y, centrée autour du réservoir Cardinia. Elle comprend les banlieues de Boronia, Belgrave et Ferntree Gully au nord-ouest, les banlieues de Berwick, Beaconsfield et Officer au sud, et les villes de Gembrook, Emerald et Cockatoo.. 
La circonscription a été créée lors du redécoupage du 11 mai 1949, et fut mise en jeu pour la première fois à l'élection fédérale de 1949. Elle porte le nom de Charles de La Trobe, le premier gouverneur-adjoint du Victoria. La circonscription est actuellement un siège très marginal  pour le parti libéral. La première personne à occuper le siège fut Richard Casey, baron Casey plus tard, seizième gouverneur général d'Australie et dernier des trois hommes politiques australiens à être nommé à la Chambre des lords britannique. La circonscription de Casey, qui borde la présente circonscription au nord, porte son nom. 

## Représentants
| Nom               | Parti        | Période de mandat |
| ----------------- | ------------ | ----------------- |
| Richard Casey     | Libéral      | 1949–1960         |
| John Jess         | Libéral      | 1960–1972         |
| Tony Lamb         | Travailliste | 1972–1975         |
| Marshall Baillieu | Libéral      | 1975–1980         |
| Peter Milton      | Travailliste | 1980–1990         |
| Bob Charles       | Libéral      | 1990–2004         |
| Jason Wood        | Libéral      | 2004–2010         |
| Laura Smyth       | Travailliste | 2010–2013         |
| Jason Wood        | Libéral      | 2013–en cours     |